# Malevo, Haskovo
Malevo (în bulgară Малево) este un sat în comuna Haskovo, regiunea Haskovo,  Bulgaria. 

## Demografie
Componența etnică a satului Malevo
     Bulgari (94,65%)
     Nicio identificare (3,05%)
     Altele (2,79%)
La recensământul din 2011, populația satului Malevo era de 1.179 locuitori. Din punct de vedere etnic, majoritatea locuitorilor (94,65%) erau bulgari. Pentru 3,05% din locuitori nu este cunoscută apartenența etnică.